# Proexochokefalos
Proexochokefalos es un género extinto de crocodiliforme machimosáurido que vivió desde el Jurásico Medio (Calloviano). Ejemplares fosilizados han sido hallados en Francia. 

## Clasificación
Proexochokefalos fue descrita originalmente como una nueva especie del género Steneosaurus, S. heberti. Sin embargo, estudios recientes muestran que representa su propio género.

## Anatomía
Proexochokefalos heberti alcanzaba hasta 5 metros de largo, aunque tallas de entre 2.5-3.5 metros eran mucho más comunes.